# Rotes Schloss (Weimar)

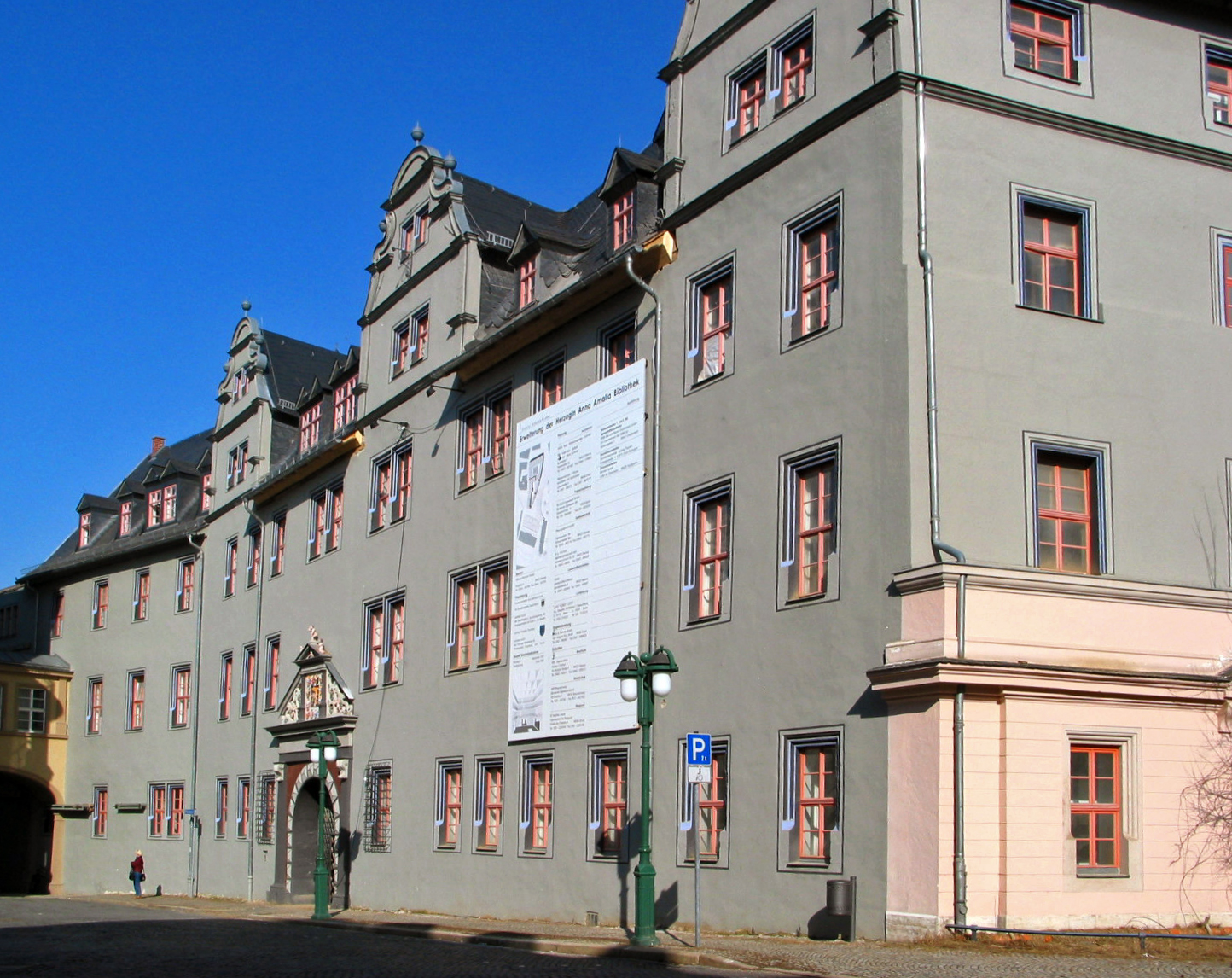
Das Rote Schloss

Das Rote Schloss steht in der Stadt Weimar in Thüringen.

## Geschichte
Das Rote Schloss wurde 1574 bis 1576 als Witwensitz der Herzogin Dorothea Susanne gebaut. Das Wappen der geborenen von der Pfalz und des Herzogs Johann Wilhelm I. von Weimar-Eisenach ziert das Gebäude.
Später wohnten Angehörige der fürstlichen Familie und des Hofes im Schloss, von 1702 bis 1703 Johann Sebastian Bach. Danach waren öffentliche Einrichtungen untergebracht. Im Westflügel tagte der Geheime Conseil, dem auch Goethe angehörte. Untergebracht waren noch das Hofmarschallamt, die Justizverwaltung und die Landesdirektion. Im Ostflügel befand sich die Fürstliche Zeichenschule von 1781 bis 1807.
Die Fürstenplatzumgestaltung (heute Platz der Demokratie) von 1808 ergab den Abriss des Ostflügels. Erst 1820 wurde die Lücke geschlossen. Es entstanden die klassizistischen Blendarkaden von Clemens Wenzeslaus Coudray. Sie bildeten ein Ensemble mit dem Residenzschloss und Fürstenhaus (heute Hochschule für Musik) und Herzogin Anna Amalia Bibliothek.
Heute sind im Roten Schloss die Forschungsbibliothek und das moderne Studienzentrum der Herzogin Anna Amalia Bibliothek untergebracht.